# Cynorta punctitergum
Cynorta punctitergum is een hooiwagen uit de familie Cosmetidae.